# ラブライブ! (テレビアニメ)
| 企画                       | 上山公一、井上俊次、鈴木一智 河口佳高（第1期） 佐々木新、広瀬和彦（第2期） |
| 企画プロデューサー         | 田中紀明、高野希義 大河原健（第1期） 櫻井優香（第2期）                     |
| アニメーションディレクター | 西田亜沙子                                                                 |
| メインアニメーター         | 室田雄平                                                                   |
| セットデザイン             | 高橋武之                                                                   |
| デザインワークス           | 愛敬由紀子 新村杏子（第1期） 尾崎智美、鈴木理彩（第2期）                   |
| 美術監督                   | 渡辺幸浩（第1期） 守安靖尚（第2期）                                        |
| CGプロデューサー           | 松実成（第2期）                                                            |
| 色彩設計                   | 横山さよ子                                                                 |
| 撮影監督                   | 野上大地                                                                   |
| 編集                       | 今井大介                                                                   |
| 音響監督                   | 長崎行男                                                                   |
| 音楽プロデューサー         | 伊藤善之、木皿陽平                                                         |
| 音楽制作                   | ランティス サンライズ音楽出版                                              |
| プロデューサー             | 平山理志、槙本裕紀、安達薫 斎藤滋（第1期）                                 |

『ラブライブ！』は、サンライズ制作による日本のテレビアニメ。同名のメディアミックスプロジェクト『ラブライブ！』の一作品。廃校寸前の母校を救うために結成された９人のスクールアイドルグループ「μ's（ミューズ）」の奮闘と成長を描く。2013年1月から3月まで第1期全13話、2014年4月から6月まで第2期全13話がTOKYO MX・読売テレビ・テレビ愛知・BS11にて放送された。
続編となる劇場版アニメ『ラブライブ！The School Idol Movie』が2015年6月13日に公開された。

## あらすじ

### 第1期のあらすじ
国立音ノ木坂学院の廃校計画が理事長より発表された。2年生の高坂穂乃果は、親友の南ことりや園田海未と廃校を阻止するアイデアを考えるが名案は浮かばず、妹の雪穂の反応も冷たい。そんな折、穂乃果は学校が擁するアイドル「スクールアイドル」が全国的に流行していることを知り、自分達でも行おうと決める。
まずは、穂乃果とことりと海未の3人で活動を始めるが、生徒会長の絢瀬絵里は「学校のために部活動をやるべきではない」と反対する。3人は新入生歓迎会の直後にファーストライブを講堂で行うが、幕が開いても観客の姿はなかった。無人の観客席に挫けそうになる穂乃果たちであったが、アイドル好きの小泉花陽と、花陽の友人の星空凛が駆け付けたのを見て、穂乃果はライブの決行を宣言する。結局、観客は手伝ってくれた友人と、花陽と凛の他は、作曲を担当してくれた西木野真姫、アイドル志望の矢澤にこ、副会長の東條希、そして絵里だけと、惨憺たる結果だった。それでも穂乃果は、学校を守りたいという使命感だけでなく、歌やダンスを人前で行うことのやりがいと誇りを感じ、ライブで感じた楽しさをより大勢に伝えたいという想いを口にする。
その後、1年生の花陽・凛・真姫、3年生のにこ・絵里・希がメンバーに加わり、本当の意味で「μ's」となった9人はオープンスクールでのライブを成功させ、学院存続に望みをつないだ。そして、スクールアイドルの甲子園「ラブライブ！」参加を目指し、秋葉原での路上ライブや臨海合宿を経て絆を深めたμ'sは、「ラブライブ！」本選に出場圏内の20位以内にまでランキング順位が上がり、最終順位が確定するまでの残りわずかな期間に最後の追い込みをかけるためにより大勢の注目を集める文化祭ライブに挑むが、意気込みすぎた穂乃果の体調不良で、1曲目を歌い切った直後、穂乃果が高熱を出して倒れてしまいライブは失敗。穂乃果が高熱で寝込む中、他のメンバーの決断で「ラブライブ！」へのエントリーを辞退した。
μ'sの活動の影響もあって、音ノ木坂学院への入学希望アンケートの結果、来年度の入学希望者を受け付けることが決まり、メンバーは喜んで存続記念のパーティーを開くが、そのパーティー内でことりが服飾の勉強のため海外留学することが海未から明かされる。親友の悩みに全く気づこうともしなかった自分に嫌気が差して自暴自棄になった穂乃果は、廃校を阻止できた以上、続けても無意味だからと他のメンバーの意向を無視してスクールアイドルを辞めると宣言してしまう。活動を休止したμ'sは、メンバーがバラバラに学校生活を送る状態になってしまう。
一方で「誰にも迷惑をかけたくない」と思っていた穂乃果は、にこのスクールアイドルへの想い、絵里からの感謝を聞き、なぜ自分はスクールアイドルをしていたのかを再認識し、海未を講堂に呼び出してスクールアイドルをやりたいと告げる。そして出発直前の空港にやって来た穂乃果の引止めに対し、今は留学よりも穂乃果たちといたいと感じたことりは留学を止め、講堂の舞台袖で他のメンバーが待っていたところに穂乃果とことりが到着して9人に戻ったμ'sは、ファーストライブで誓った「満席になった講堂でのライブ」を成功させ、新たなスタートを切るのだった。

### 第2期のあらすじ
μ'sの活躍により入学希望者が増え廃校を免れた音ノ木坂学院。新学期より穂乃果が生徒会長となり、海未とことりも生徒会の一員となって活動を始める。そんな中、「ラブライブ！」がもう一度開催されるというニュースが9人のもとに舞い込んでくる。3年生にとって最後となる「ラブライブ！」で、優勝を決意する穂乃果達。新曲作成のための合宿やファッションショーでのライブなどを経てより結束を深めたμ'sは、地区大会最終予選を迎える。
ところが、最終予選当日は大雪に見舞われ、学校説明会を行っていた穂乃果達2年生が会場に辿りつけないアクシデントが発生。心が挫けそうになる穂乃果達だったが、卒業してしまう3年生への想いや音ノ木坂学院の全校生徒の助けもありなんとか会場に到着。無事にライブを成功させたμ'sは、前大会優勝者であるA-RISEを抑え、「ラブライブ！」本戦へと駒を進めた。
一方で、μ'sのメンバーは3年生が卒業してからの活動について悩み始めていた。自分たちが抜けてからもμ'sを続けるべきだというにこ達3年生。しかし、現在の9人でこそのμ'sでありメンバーが入れ替わることは考えられないと、穂乃果達は3年生の卒業でμ'sを終わりにすることを決める。
そうして迎えた「ラブライブ！」本戦。今まで行ってきた活動や、応援してくれているファン、そして卒業してしまう3年生など様々な想いを胸にμ'sとしてのラストライブへ臨む。見事大成功を収めた彼女達は、「ラブライブ！」で優勝を果たすと共に、歌やダンスの楽しさを大勢の人たちへ伝えるという夢が叶った喜びを噛みしめた。
最後の活動を終え、卒業式で3年生を送り出したμ'sだったが、9人のもとに再びニュースが舞い込み、物語は『ラブライブ!The School Idol Movie』へと続く。

## 登場人物
本作は、スクールアイドルグループ「μ's」のメンバーである高坂穂乃果（声 - 新田恵海）、絢瀬絵里（声 - 南條愛乃）、南ことり（声 - 内田彩）、園田海未（声 - 三森すずこ）、星空凛（声 - 飯田里穂）、西木野真姫（声 - Pile）、東條希（声 - 楠田亜衣奈）、小泉花陽（声 - 久保ユリカ）、矢澤にこ（声 - 徳井青空）の9人を中心にストーリーが展開している。

## 製作
プロデュース面では原作のプロジェクトを支える3社に加え、バンダイビジュアルとブシロードが製作に参加している。また、読売テレビの子会社である読売テレビエンタープライズも協力に参加している（第1期のみ）。シナリオ面では原作の公野櫻子やそれまでのCDでボイスドラマシナリオを担当した子安秀明に代わり、花田十輝がシリーズ構成に参加している。ビジュアル面では原作の室田雄平に加え、西田亜沙子がキャラクターデザインとアニメーションディレクターに、愛敬由紀子がデザインワークスにそれぞれ参加しており、アニメーション制作も彼女らが多く関わってきたサンライズ第8スタジオが担当している。
地上波・BS放送での提供クレジットは、μ'sのメンバーが担当している。ただし、メンバーの違いによる読みの変化はなく、「この番組は、ご覧のスポンサーの提供でお送りします」という標準の言い回しで統一。
また、文字多重放送を実施している。
当初、花田十輝は『けいおん！』の経験から日常系のゆるやかな作品を構想していたが、京極尚彦監督の「女の子の成長ドラマをきちんと描きたい」という意向を受けて構成を改めた。このテーマを活かすため、メンバー内での先輩になる3年生キャラクターの性格は再検討が行われ、絵里が父親役で希が母親役、にこはアイドルとしての自分を作っているという役回りになった。さらに成長ストーリーとして徹底するため、劇中での目標だったアイドル大会出場は断念し、逆境での心境を描く展開となった。ファンからは「μ'sが大会に出場するところも見たかった」という声も寄せられたが、仮に出場するところを描いたとすると第8話以前の内容を削る必要があり、京極は「あれ以上駆け足で描きたくはなかった」と語っている。

## プロモーション
放送開始に先駆け、2012年12月31日19時にTOKYO MXとBS11で同時放送した特別番組『ブシモ 大晦日アニメまつり』では、番組内の1コーナーとして高坂穂乃果役の新田恵海によるナレーションで本作の紹介が行われた。また、テレビアニメ化を記念して2013年1月26日から2月24日まで、期間限定イベント「秋葉原×ラブライブ！μ'ｓおすすめのお店をまわってステッカーをGETしよう！PART3」が開催された。アニバーサリークッキーの販売に併せ、キャンペーンに参加する秋葉原の9店舗ではイメージガールとなったμ'sメンバーのオリジナルステッカーの配布が実施された。
2013年4月から2014年1月にかけて（中断時期を含む）放送された特撮テレビドラマ『ファイヤーレオン』は、ブシロードが製作を担当したことからキャストに本作の関係者が含まれており、背景には本作のポスターがよく登場していた。
第2期は、2013年6月16日にパシフィコ横浜国立大ホールで開催された「μ's 3rd Anniversary LoveLive!」にて制作が発表された。その後、2014年2月8日、2月9日にさいたまスーパーアリーナで開催された「μ's→NEXT LoveLive! 2014〜ENDLESS PARADE〜」にて2014年4月から放送を開始することが正式に発表された。直前特番として、「春もえがおで1,2,Jump!」が放送・配信された。
劇場版の公開に先立ち、テレビアニメ第1期と第2期のあらすじ動画がランティスにより公開された。

## 主題歌
第1期
オープニングテーマ「僕らは今のなかで」
作詞 - 畑亜貴 / 作曲・編曲 - 森慎太郎
歌 - μ's

エンディングテーマ「きっと青春が聞こえる」（第2話 - 第13話）
作詞 - 畑亜貴 / 作曲・編曲 - 高田暁
歌（第2話） - 高坂穂乃果（新田恵海）、南ことり（内田彩）、園田海未（三森すずこ）
歌（第3・8・10・11・13話） - μ's
歌（第4話） - 星空凛（飯田里穂）、西木野真姫（Pile）、小泉花陽（久保ユリカ）
歌（第5話） - 矢澤にこ（徳井青空）
歌（第6話） - 高坂穂乃果（新田恵海）、南ことり（内田彩）、園田海未（三森すずこ）、星空凛（飯田里穂）、西木野真姫（Pile）、小泉花陽（久保ユリカ）、矢澤にこ（徳井青空）
歌（第7話） - 絢瀬絵里（南條愛乃）、東條希（楠田亜衣奈）
歌（第9話） - 南ことり（内田彩）
歌（第12話） - 高坂穂乃果（新田恵海）
第13話は第2 - 12話と映像が異なり、名場面集背景にスタッフクレジットがスライドする形式となっている。

第2期
オープニングテーマ「それは僕たちの奇跡」（第1話 - 第12話）
作詞 - 畑亜貴 / 作曲・編曲 - 黒須克彦
歌 - μ's
第1話ではエンディングテーマとして使用。
エンディングテーマ「どんなときもずっと」（第2話 - 第8話、第10話 - 第11話）
作詞 - 畑亜貴 / 作曲・編曲 - 佐々木裕 / ストリングスアレンジ - 長谷泰宏
歌（第2話） - 絢瀬絵里（南條愛乃）、東條希（楠田亜衣奈）、矢澤にこ（徳井青空）
歌（第3・11話） - μ's
歌（第4話） - 矢澤にこ（徳井青空）
歌（第5話） - 星空凛（飯田里穂）
歌（第6話） - 星空凛（飯田里穂）、西木野真姫（Pile）、小泉花陽（久保ユリカ）
歌（第7話） - 高坂穂乃果（新田恵海）、南ことり（内田彩）、園田海未（三森すずこ）
歌（第8話） - 絢瀬絵里（南條愛乃）、西木野真姫（Pile）、東條希（楠田亜衣奈）
歌（第10話） - 高坂穂乃果（新田恵海）
エンディングのラストカット前に、μ'sのメンバーの1人が空から降ってくる羽をキャッチして微笑むシーンが登場するが、登場する順番は以下の通りとなっている。
- 第2話 - 高坂穂乃果
- 第3話 - 園田海未
- 第4話 - 矢澤にこ
- 第5話 - 星空凛
- 第6話 - 西木野真姫
- 第7話 - 小泉花陽
- 第8話 - 東條希
- 第10話 - 南ことり
- 第11話 - 絢瀬絵里

## 挿入歌
第1期
「ススメ→トゥモロウ」（第1・13話）
作詞 - 畑亜貴 / 作曲・編曲 - 河田貴央
歌 - 高坂穂乃果（新田恵海）、南ことり（内田彩）、園田海未（三森すずこ）
「Private Wars」（第1・2・3・11話）
作詞 - 畑亜貴 / 作曲・編曲 - 板垣祐介
歌 - A-RISE
「愛してるばんざーい！」（第1話）
作詞 - 畑亜貴 / 作曲 - 山田高弘 / 編曲 - 酒井陽一
歌 - 西木野真姫（Pile）
「START:DASH!!」（第2・3・4・7・13話）
作詞 - 畑亜貴 / 作曲 - 佐々木裕 / 編曲 - 酒井陽一（第2話）、佐々木裕（第3・4・7・13話）
歌（第2話） - 西木野真姫（Pile）
歌（第3・4・7話） - 高坂穂乃果（新田恵海）、南ことり（内田彩）、園田海未（三森すずこ）
歌（第13話） - μ's
「これからのSomeday」（第6・8話）
作詞 - 畑亜貴 / 作曲 - yozuca* / 編曲 - lotta
歌 - 高坂穂乃果（新田恵海）、南ことり（内田彩）、園田海未（三森すずこ）、星空凛（飯田里穂）、西木野真姫（Pile）、小泉花陽（久保ユリカ）、矢澤にこ（徳井青空）
「僕らのLIVE 君とのLIFE」（第8話）
作詞 - 畑亜貴 / 作曲 - 山田高弘 / 編曲 - 高田暁
歌 - μ's
「Wonder zone」（第9話）
作詞 - 畑亜貴 / 作曲・編曲 - 佐々倉有吾
歌 - μ's
「No brand girls」（第11話）
作詞 - 畑亜貴 / 作曲・編曲 - 河田貴央
歌 - μ's

第2期
「これまでのラブライブ！ 〜ミュージカルver.〜」（第1話）
作詞 - 京極尚彦 / 作曲・編曲 - 藤澤慶昌
歌 - μ's、ヒデコ（三宅麻理恵）、フミコ（山本希望）、ミカ（原紗友里）
「ススメ→トゥモロウ」（第1話）
作詞 - 畑亜貴 / 作曲・編曲 - 河田貴央
歌 - μ's
「Private Wars」（第1話）
作詞 - 畑亜貴 / 作曲・編曲 - 板垣祐介
歌 - A-RISE
「ユメノトビラ」（第3話）
作詞 - 畑亜貴 / 作曲・編曲 - 佐伯高志
歌 - μ's
「Shocking Party」（第3話）
作詞 - 畑亜貴 / 作曲・編曲 - 板垣祐介
歌 - A-RISE
「Love wing bell」（第5話）
作詞 - 畑亜貴 / 作曲・編曲 - 森慎太郎
歌 - 星空凛（飯田里穂）、西木野真姫（Pile）、小泉花陽（久保ユリカ）、絢瀬絵里（南條愛乃）、東條希（楠田亜衣奈）、矢澤にこ（徳井青空）
「Dancing stars on me!」（第6話）
作詞 - 畑亜貴 / 作曲・編曲 - 佐伯高志
歌 - μ's
「Snow halation」（第9話）
作詞 - 畑亜貴 / 作曲 - 山田高弘 / 編曲 - 中西亮輔
映像は完全新規のリメイク版。
歌 - μ's
「KiRa-KiRa Sensation!」（第12話）
作詞 - 畑亜貴 / 作曲・編曲 - 本田光史郎
歌 - μ's
「僕らは今のなかで」（第12話）
作詞 - 畑亜貴 / 作曲・編曲 - 森慎太郎
映像はアニメ第1期OPがベースとなっている。
歌 - μ's
「愛してるばんざーい！（Piano Mix）」（第13話）
作詞 - 畑亜貴 / 作曲 - 山田高弘 / 編曲 - 酒井陽一
歌 - μ's
「Oh,Love&Peace!」（第13話）
作詞 - 畑亜貴 / 作曲・編曲 - 黒須克彦
歌 - μ's
「Happy maker!」（第13話）
作詞 - 畑亜貴 / 作曲・編曲 - 前口渉
歌 - μ's

## 各話リスト
| 話数  | サブタイトル              | 脚本              | 絵コンテ                          | 演出                | ライブパート 演出   | 作画監督 | ライブパート 作画監督      | ライブパートCG                          | 総作画監督                                     |
| 第1期 | 第1期                     | 第1期             | 第1期                             | 第1期               | 第1期               | 第1期 | 第1期                      | 第1期                                   | 第1期                                          |
| ----- | ------------------------- | ----------------- | --------------------------------- | ------------------- | ------------------- | --- | -------------------------- | --------------------------------------- | ---------------------------------------------- |
| #1    | 叶え！私たちの夢――        | 花田十輝          | 京極尚彦                          | 京極尚彦            | -                   | 大杉尚広、山下英美 山根まさひろ                                                                                       | -                          | アニマ                                  | 西田亜沙子                                     |
| #2    | アイドルをはじめよう！    | 花田十輝          | 京極尚彦                          | 臼井文明 綿田慎也   | -                   | 川島尚、しんぼたくろう                                                                                                | -                          | -                                       | 西田亜沙子                                     |
| #3    | ファーストライブ          | 花田十輝          | 京極尚彦                          | 宅野誠起 山下英美   | 京極尚彦            | 江上夏樹、木村智 | -                          | サンライズ練馬スタジオ                  | 西田亜沙子 吉田南                              |
| #4    | まきりんぱな              | 花田十輝          | 渡邊哲哉                          | 綿田慎也            | -                   | 星野玲香 | -                          | -                                       | 西田亜沙子 吉田南                              |
| #5    | にこ襲来                  | 花田十輝          | 京極尚彦                          | 中村里美            | -                   | 小林明美、尾崎正幸 | -                          | -                                       | 西田亜沙子 吉田南                              |
| #6    | センターは誰だ？          | 花田十輝          | 古田丈司                          | 古田丈司            | 京極尚彦 河野亜矢子 | 新村杏子、斎藤香 | -                          | アニマ                                  | 西田亜沙子 吉田南                              |
| #7    | エリーチカ                | 花田十輝          | 酒井和男                          | 酒井和男            | -                   | 森本由布希 | -                          | -                                       | 西田亜沙子 吉田南                              |
| #8    | やりたいことは            | 花田十輝          | 京極尚彦                          | 京極尚彦 臼井文明   | 京極尚彦 河野亜矢子 | 愛敬由紀子、豊田暁子                                                                                                  | -                          | サンライズ練馬スタジオ                  | 西田亜沙子 吉田南                              |
| #9    | ワンダーゾーン            | 花田十輝          | 京極尚彦                          | 宅野誠起 山下英美   | -                   | 山根まさひろ、川島尚 しんぼたくろう                                                                                   | -                          | -                                       | 西田亜沙子 吉田南 藤井智之                     |
| #10   | 先輩禁止！                | 子安秀明 花田十輝 | 古田丈司                          | 三宅和男            | -                   | 吉田雄一、寺尾憲治 星野玲香                                                                                           | -                          | -                                       | 西田亜沙子 吉田南 藤井智之 愛敬由紀子 室田雄平 |
| #11   | 最高のライブ              | 花田十輝          | 京極尚彦                          | 綿田慎也            | 京極尚彦            | 大杉尚広、永富浩司 木村智                                                                                             | -                          | アニマ                                  | 西田亜沙子 吉田南 藤井智之 愛敬由紀子 室田雄平 |
| #12   | ともだち                  | 花田十輝          | 渡邊哲哉                          | 酒井和男            | -                   | 江上夏樹、尾崎正幸 斎藤香、牛尾優衣                                                                                   | -                          | -                                       | 西田亜沙子 吉田南 藤井智之 愛敬由紀子 室田雄平 |
| #13   | μ'sミュージックスタート！ | 花田十輝          | 京極尚彦                          | 京極尚彦 河野亜矢子 | -                   | 飯田恵理子、川島尚 木村智、小林明美 新村杏子、しんぼたくろう 寺尾憲治、豊田暁子 山根まさひろ、吉田雄一                | -                          | ダンデライオン アニメーションスタジオ   | 西田亜沙子 吉田南 愛敬由紀子 室田雄平          |
| 第2期 |                           |                   |                                   |                     |                     | |                            |                                         |                                                |
| #1    | もう一度ラブライブ！      | 花田十輝 京極尚彦 | 京極尚彦                          | 綿田慎也            | 京極尚彦            | アミサキリョウコ、鎌田祐輔 輿石暁                                                                                     | 寺尾憲治                   | -                                       | 西田亜沙子 平山円                              |
| #2    | 優勝をめざして            | 花田十輝          | 京極尚彦                          | 京極尚彦 佐々木忍   | -                   | 本城恵一朗 | -                          | -                                       | 西田亜沙子 平山円                              |
| #3    | ユメノトビラ              | 花田十輝          | 京極尚彦                          | 京極尚彦            | 京極尚彦 臼井文明   | 川島尚、しんぼたくろう 水野辰哉                                                                                       | 重国勇二 寺尾憲治 永富浩司 | グラフィニカ                            | 西田亜沙子 平山円 室田雄平                     |
| #4    | 宇宙No.1アイドル          | 花田十輝          | 誌村宏明                          | 齋藤徳明            | -                   | 山崎淳 | -                          | -                                       | 西田亜沙子 平山円 室田雄平 村山公輔            |
| #5    | 新しいわたし              | 花田十輝          | 藤田陽一                          | 河野亜矢子          | -                   | 森本由布希 | -                          | -                                       | 西田亜沙子 平山円 室田雄平 村山公輔            |
| #6    | ハッピーハロウィーン      | 花田十輝          | 京極尚彦                          | 松澤建一            | 京極尚彦 臼井文明   | 小林明美、中島渚 | 重国勇二 寺尾憲治          | フレームワークス・ エンターテインメント | 西田亜沙子 平山円 室田雄平 村山公輔            |
| #7    | なんとかしなきゃ！        | 花田十輝          | 京極尚彦                          | 南川達馬            | -                   | 尾崎正幸、鎌田祐輔 輿石暁、永田正美                                                                                   | -                          | -                                       | 西田亜沙子 平山円 室田雄平 村山公輔            |
| #8    | 私の望み                  | 花田十輝          | 綿田慎也                          | 綿田慎也            | -                   | 飯飼一幸、上野卓志 菊田史子、清水博明                                                                                 | -                          | -                                       | 西田亜沙子 平山円 室田雄平 村山公輔            |
| #9    | 心のメロディ              | 花田十輝          | 京極尚彦                          | 京極尚彦            | -                   | 川島尚、小林明美 藤井智之                                                                                             | 田村里美 戸井田珠里        | ILCA                                    | 西田亜沙子 平山円 室田雄平 村山公輔            |
| #10   | μ's                       | 花田十輝          | 山本裕介                          | 河野亜矢子 安藤良   | -                   | 中山初絵、鶴見楽 福島勇                                                                                               | -                          | -                                       | 西田亜沙子 平山円 室田雄平 村山公輔            |
| #11   | 私たちが決めたこと        | 花田十輝          | 酒井和男                          | 酒井和男            | -                   | 鈴木勘太、中島渚 永田正美                                                                                             | -                          | -                                       | 西田亜沙子 平山円 室田雄平 村山公輔            |
| #12   | ラストライブ              | 花田十輝          | 菱田正和京極尚彦 （ライブパート） | 三宅和男 南川達馬   | 京極尚彦 安藤良     | 江上夏樹、尾崎正幸 鎌田祐輔、輿石暁 小林明美、後藤望 斎田博之、鈴木勘太 永田正美、ふくだのりゆき 山根まさひろ、吉田南 | 重国勇二 寺尾憲治          | ILCA                                    | 西田亜沙子 平山円 室田雄平 村山公輔            |
| #13   | 叶え！みんなの夢――        | 花田十輝          | 京極尚彦                          | 京極尚彦            | -                   | 今岡大、江上夏樹 納武史、川島尚 小林明美、鈴木勘太 豊田暁子、永田正美 ふくだのりゆき、堀井久美 山崎淳、山根まさひろ   | 藤井智之 永富浩司 斎田博之 | ILCA                                    | 西田亜沙子 平山円 室田雄平 村山公輔            |

## 放送局

### 日本国内

#### 第1期
| 放送期間               | 放送時間                     | 放送局     | 対象地域   | 備考                                  |
| ---------------------- | ---------------------------- | ---------- | ---------- | ------------------------------------- |
| 2013年1月6日 - 3月31日 | 日曜 22:00 - 22:30           | TOKYO MX   | 東京都     | 作品の舞台地                          |
| 2013年1月8日 - 4月2日  | 火曜 1:35 - 2:05（月曜深夜） | テレビ愛知 | 愛知県     |                                       |
|                        | 火曜 1:58 - 2:28（月曜深夜） | 読売テレビ | 近畿広域圏 | 『MANPA』第1部                        |
| 2013年1月9日 - 4月3日  | 水曜 0:00 - 0:30（火曜深夜） | BS11       | 日本全域   | 『ANIME+』枠                          |
| 2013年3月4日 - 5月27日 | 月曜 21:30 - 22:00           | AT-X       | 日本全域   | アニメ専門チャンネル/リピート放送あり |

| 放送期間                | 放送時間                     | 放送局             | 備考               |
| ----------------------- | ---------------------------- | ------------------ | ------------------ |
| 2013年1月9日 - 4月3日   | 水曜 0:00 - 0:30（火曜深夜） | バンダイチャンネル | アーカイブ配信なし |
| 2013年1月20日 - 4月14日 | 日曜 23:00 - 23:30           | ニコニコ生放送     |                    |
|                         | 日曜 23:30更新               | ニコニコチャンネル |                    |

#### 2期直前特番「春もえがおで1,2,Jump!」
| 放送期間      | 放送時間                     | 放送局   | 対象地域 | 備考         |
| ------------- | ---------------------------- | -------- | -------- | ------------ |
| 2014年3月30日 | 日曜 22:30 - 23:00           | TOKYO MX | 東京都   |              |
| 2014年4月3日  | 木曜 0:00 - 0:30（水曜深夜） | BS11     | 日本全域 | 『ANIME+』枠 |

| 放送期間     | 放送時間           | 放送局             | 備考               |
| ------------ | ------------------ | ------------------ | ------------------ |
| 2014年4月4日 | 金曜 21:30 - 22:00 | バンダイチャンネル | アーカイブ配信なし |
|              |                    | ニコニコ生放送     |                    |

#### 第2期
| 放送期間               | 放送時間                     | 放送局     | 対象地域   | 備考           |
| ---------------------- | ---------------------------- | ---------- | ---------- | -------------- |
| 2014年4月6日 - 6月29日 | 日曜 22:30 - 23:00           | TOKYO MX   | 東京都     | 作品の舞台地   |
| 2014年4月8日 - 7月1日  | 火曜 1:35 - 2:05（月曜深夜） | テレビ愛知 | 愛知県     |                |
|                        | 火曜 2:29 - 2:59（月曜深夜） | 読売テレビ | 近畿広域圏 | 『MANPA』第2部 |
| 2014年4月9日 - 7月2日  | 水曜 0:00 - 0:30（火曜深夜） | BS11       | 日本全域   | 『ANIME+』枠   |

| 放送期間               | 放送時間                          | 放送局             | 備考               |
| ---------------------- | --------------------------------- | ------------------ | ------------------ |
| 2014年4月9日 - 7月2日  | 水曜 0:00 - 0:30（火曜深夜）      | バンダイチャンネル | アーカイブ配信なし |
| 2014年4月11日 - 7月4日 | 金曜 23:30 - 土曜0:00（金曜深夜） | ニコニコ生放送     |                    |
| 2014年4月12日 - 7月5日 | 土曜 0:00更新（金曜深夜）         | ニコニコチャンネル |                    |

### 日本国外
| 放送地域         | 放送局       | 放送期間                       | 放送時間                     | 放送系列                                 | 備考                                                                                                   |
| 第1期            | 第1期        | 第1期                          | 第1期                        | 第1期                                    | 第1期                                                                                                  |
| ---------------- | ------------ | ------------------------------ | ---------------------------- | ---------------------------------------- | --- |
| 北米             | Crunchyroll  | 2013年1月8日 - 4月2日          | 水曜 11:00 更新              | ネット配信                               | 英語字幕あり スペイン語字幕あり ポルトガル語字幕あり                                                   |
| 中南米           | Crunchyroll  | 2013年1月8日 - 4月2日          | 水曜 11:00 更新              | ネット配信                               | 英語字幕あり スペイン語字幕あり ポルトガル語字幕あり                                                   |
| 北ヨーロッパ     | Crunchyroll  | 2013年1月8日 - 4月2日          | 水曜 11:00 更新              | ネット配信                               | 英語字幕あり スペイン語字幕あり ポルトガル語字幕あり                                                   |
| スペイン語圏     | Crunchyroll  | 2013年1月8日 - 4月2日          | 水曜 11:00 更新              | ネット配信                               | 英語字幕あり スペイン語字幕あり ポルトガル語字幕あり                                                   |
| ポルトガル語圏   | Crunchyroll  | 2013年1月8日 - 4月2日          | 水曜 11:00 更新              | ネット配信                               | 英語字幕あり スペイン語字幕あり ポルトガル語字幕あり                                                   |
| イギリス         | Crunchyroll  | 2013年1月8日 - 4月2日          | 水曜 11:00 更新              | ネット配信                               | 英語字幕あり スペイン語字幕あり ポルトガル語字幕あり                                                   |
| 南アフリカ共和国 | Crunchyroll  | 2013年1月8日 - 4月2日          | 水曜 11:00 更新              | ネット配信                               | 英語字幕あり スペイン語字幕あり ポルトガル語字幕あり                                                   |
| 韓国全域         | ANIPLUS      | 2013年1月10日 - 4月4日         | 木曜 23:00 - 23:30           | CS放送、IP放送 ケーブルテレビ ネット配信 | 15歳以上視聴可で放送 韓国語字幕あり                                                                    |
| 香港             | J2           | 2014年12月24日 - 2015年1月12日 | 月曜 - 金曜 18:25 - 19:00    | 地上波放送                               | タイトル：『明星學生妹』 広東語 & 日本語二ヶ国語放送 繁体字字幕あり リピート放送あり ネット配信あり BD |
| 台湾             | 中国電視公司 | 2016年3月11日 - 3月29日        | 月曜 - 金曜 18:00 - 18:30    | 地上波放送                               | 国語 & 日本語二ヶ国語放送 繁体字字幕あり リピート放送あり                                              |
| 第2期            |              |                                |                              |                                          | |
| 北米             | Crunchyroll  | 2014年4月7日 - 6月30日         | 月曜 11:00 更新              | ネット配信                               | 英語字幕あり スペイン語字幕あり ポルトガル語字幕あり                                                   |
| 中南米           | Crunchyroll  | 2014年4月7日 - 6月30日         | 月曜 11:00 更新              | ネット配信                               | 英語字幕あり スペイン語字幕あり ポルトガル語字幕あり                                                   |
| 北ヨーロッパ     | Crunchyroll  | 2014年4月7日 - 6月30日         | 月曜 11:00 更新              | ネット配信                               | 英語字幕あり スペイン語字幕あり ポルトガル語字幕あり                                                   |
| スペイン語圏     | Crunchyroll  | 2014年4月7日 - 6月30日         | 月曜 11:00 更新              | ネット配信                               | 英語字幕あり スペイン語字幕あり ポルトガル語字幕あり                                                   |
| ポルトガル語圏   | Crunchyroll  | 2014年4月7日 - 6月30日         | 月曜 11:00 更新              | ネット配信                               | 英語字幕あり スペイン語字幕あり ポルトガル語字幕あり                                                   |
| イギリス         | Crunchyroll  | 2014年4月7日 - 6月30日         | 月曜 11:00 更新              | ネット配信                               | 英語字幕あり スペイン語字幕あり ポルトガル語字幕あり                                                   |
| 南アフリカ共和国 | Crunchyroll  | 2014年4月7日 - 6月30日         | 月曜 11:00 更新              | ネット配信                               | 英語字幕あり スペイン語字幕あり ポルトガル語字幕あり                                                   |
| 韓国全域         | ANIPLUS      | 2014年4月8日 - 7月1日          | 火曜 22:00 - 22:30           | CS放送、IP放送 ケーブルテレビ ネット配信 | 15歳以上視聴可で放送 韓国語字幕あり                                                                    |
| 台湾             | MY 101綜合台 | 2014年4月9日 - 7月3日          | 水曜 1:30 - 2:00（火曜深夜） | ネット配信                               | 15歳以上視聴可で放送 繁体字字幕あり                                                                    |
| 台湾             | 中国電視公司 | 2016年3月30日 - 4月15日        | 月曜 - 金曜 18:00 - 18:30    | 地上波放送                               | 国語 & 日本語二ヶ国語放送 繁体字字幕あり リピート放送あり                                              |
| 香港             | J2           | 2015年1月13日 - 1月29日        | 月曜 - 金曜 18:25 - 19:00    | 地上波放送                               | タイトル：『明星學生妹』 広東語 & 日本語二ヶ国語放送 繁体字字幕あり リピート放送あり ネット配信あり BD |

## BD / DVD
第1期を収録したBDが、2013年3月22日から9月25日まで発売された。初回限定特典として、キャラクターソングCDが封入されているほか、奇数巻にのみ書き下ろし小説が付属する。小説の内容の体裁は単行本『School idol diary』と同じで、1冊あたり3人のメンバーの活動日誌が2編ずつ収録されている。第7巻にはチケット最速先行抽選申込券が封入された。
第2期を収録したBDが、2014年6月20日から12月25日まで発売された。初回限定特典として、第1巻にはチケット最速先行抽選申込券が、第7巻にはファンミーティングツアー最速先行抽選申込券が封入された。
2013年12月25日には、テレビアニメ第1期のダイジェスト版を収録したファンディスク『ラブライブ！ 〜国立音ノ木坂学院案内〜』が発売された。なお、DVDについてはセル版はなく、レンタル版のみで2013年4月24日からリリースされている。収録内容は本編のみ。レンタル版には第1期、第2期共に第1話から第3話までが第1巻に収録され、その後は各巻2話ごと収録されており、全部で各6巻となる。
| 巻 | 発売日        | 収録話          | 規格品番  | 規格品番  | 映像特典                                                                                 |
| 巻 | 発売日        | 収録話          | 初回版    | 通常版    | 映像特典                                                                                 |
| -- | ------------- | --------------- | --------- | --------- | ---------------------------------------------------------------------------------------- |
| 1  | 2013年3月22日 | 第1話           | BCXA-0697 | BCXA-0690 | 特別番組「もぎゅっと接近！ラブライブ！」 PV・CM ノンテロップオープニング ノンテロップ #1 |
| 2  | 2013年4月24日 | 第2話 - 第3話   | BCXA-0698 | BCXA-0691 | 「μ's New Year LoveLive! 2013」Part1 #2、#3ノンテロップエンディング                      |
| 3  | 2013年5月28日 | 第4話 - 第5話   | BCXA-0699 | BCXA-0692 | #4、#5ノンテロップエンディング                                                           |
| 4  | 2013年6月21日 | 第6話 - 第7話   | BCXA-0700 | BCXA-0693 | 「μ's New Year LoveLive! 2013」Part2 #6、#7ノンテロップエンディング                      |
| 5  | 2013年7月26日 | 第8話 - 第9話   | BCXA-0701 | BCXA-0694 | #9ノンテロップエンディング                                                               |
| 6  | 2013年8月28日 | 第10話 - 第11話 | BCXA-0702 | BCXA-0695 | 「μ's New Year LoveLive! 2013」Part3                                                     |
| 7  | 2013年9月25日 | 第12話 - 第13話 | BCXA-0703 | BCXA-0696 | CM #12、#13ノンテロップエンディング                                                      |

| 巻 | 発売日         | 収録話          | 規格品番  | 規格品番  | 映像特典                                                                                         |
| 巻 | 発売日         | 収録話          | 初回版    | 通常版    | 映像特典                                                                                         |
| -- | -------------- | --------------- | --------- | --------- | ------------------------------------------------------------------------------------------------ |
| 1  | 2014年6月20日  | 第1話           | BCXA-0839 | BCXA-0832 | 特別番組「春もえがおで1,2,Jump!」 PV・CM ノンテロップオープニング ノンテロップ #1                |
| 2  | 2014年7月25日  | 第2話 - 第3話   | BCXA-0840 | BCXA-0833 | 「ラブライブ！ μ's →NEXT LoveLive! 2014 〜ENDLESS PARADE〜」Part1 #2、#3ノンテロップエンディング |
| 3  | 2014年8月27日  | 第4話 - 第5話   | BCXA-0841 | BCXA-0834 | #4、#5ノンテロップエンディング                                                                   |
| 4  | 2014年9月24日  | 第6話 - 第7話   | BCXA-0842 | BCXA-0835 | 「ラブライブ！ μ's →NEXT LoveLive! 2014 〜ENDLESS PARADE〜」Part2 #6、#7ノンテロップエンディング |
| 5  | 2014年10月29日 | 第8話 - 第9話   | BCXA-0843 | BCXA-0836 |                                                                                                  |
| 6  | 2014年11月21日 | 第10話 - 第11話 | BCXA-0844 | BCXA-0837 | 「ラブライブ！ μ's →NEXT LoveLive! 2014 〜ENDLESS PARADE〜」Part3                                |
| 7  | 2014年12月25日 | 第12話 - 第13話 | BCXA-0845 | BCXA-0838 | #12、#13ノンテロップエンディング                                                                 |

2019年10月25日、1期・2期・劇場版、その他特典映像をひとつのBlu-rayパッケージに纏めた『ラブライブ！9th Anniversary Blu-ray BOX』が、初回限定生産で今までの各特装限定版の特典CDの楽曲と各ソロバージョンを収録したCDと各特典映像のBlu-rayも付属した「Forever Edition」（BCXA-1494）及び期間限定生産の「Standard Edition」（BCXA-1493）の2形態で発売された。

## 評価
第1期は、2013年9月25日に発売された『ラブライブ！ 7【初回限定版】』が2013年10月7日付のオリコン週間BDランキングでシリーズ初となる1位になった。また、Newtype×マチ★アソビ アニメアワード2013にて西田亜沙子・室田雄平がキャラクターデザイン賞を受賞。
第2期は、2014年6月20日に発売された『ラブライブ！ 2nd Season 1【特装限定版】』が初週8.2万枚を売り上げ、2014年6月30日付のオリコン週間BDランキングで1位になった。また、第19回アニメーション神戸賞にて作品賞を受賞。